# Detective Conan: Full Score of Fear
Detective Conan: Full Score of Fear (jap. 名探偵コナン 戦慄の楽譜 Meitantei Konan: Senritsu no Furu Sukoa) – japoński film anime wyprodukowany w 2008 roku, dwunasty film z serii Detektyw Conan. Piosenką przewodnią filmu była Tsubasa o hirogete (jap. 翼を広げて) śpiewana przez ZARD.
Film miał swoją premierę 19 kwietnia 2008 roku w Japonii przynosząc łączny dochód 2,42 mld ¥. W 2009 roku był nominowany do nagrody „Animacja filmowa roku” Nagrody Japońskiej Akademii Filmowej.

## Fabuła
Film rozpoczyna się próbą na sali koncertowej szkoły muzycznej, podczas której następuje eksplozja. Następnego dnia na zewnątrz budynku szkoły Conan rozmawia przez telefon jako Shinichi z Ran. Podczas śledztwa zauważa starca, który delikatnie podnosi klawisz fortepianu zniszczonego w wyniku eksplozji i wkłada go do kieszeni. Mężczyzna odjeżdża samochodem z tablicą rejestracyjną 52-83. Ran zaprasza go, aby przyszedł z nią na próbę na salę koncertową, która zostanie wkrótce otwarta. Shinichi odmawia jej, a Ran gniewnie kończy rozmowę i woła Conana pytając go, co chce na kolację.
Na próbie Kogorō, Ran, Sonoko i Młodzi Detektywi poznają artystów, którzy wystąpią podczas otwarcia Dōmoto Concert Hall: Kazukiego Dōmoto – organistę i byłego pianistę, Fuwa Takumiego – byłego stroiciela fortepianów obecnie będącego dyrektorem hali, Hansa Müllera – profesjonalnego stroiciela organów, Genya Dōmoto – syna Kazukiego i pianistę, Chisusa Rara – sopran, skrzypka Shiona Yuhane i Reiko Akibę – główny sopran. Dzieci proszą Reiko, aby pomogła im z występem chóru klasowego, na co ona się zgadza.
Następnego dnia Ran gra na pianinie, podczas gdy dzieci śpiewają hymn szkoły, a Reiko Akiba omawia ich wykonanie. Okazuje się później, że ma ona słuch absolutny. Po próbie Genta kradnie herbatę Akiby, co kończy się bólem brzucha. Okazuje się, że herbata była zatruta. W szpitalu lekarz mówi, że gardło Genty jest w poważnym stanie zapalnym spowodowanym przez chemikalia, a on nie będzie mógł mówić przez około cztery dni. Młodzi Detektywi, Sonoko i Akiba towarzyszą Gencie w drodze do domu, kiedy następuje kolejny atak – są ścigani przez ciężarówkę, ale udaje im uniknąć zranienia, a złoczyńca ucieka.

## Obsada
- Minami Takayama – Conan Edogawa
- Kappei Yamaguchi – Shinichi Kudō i Kaitō Kid
- Wakana Yamazaki – Ran Mōri
- Akira Kamiya – Kogorō Mōri
- Megumi Hayashibara – Ai Haibara
- Yukiko Iwai – Ayumi Yoshida
- Wataru Takagi – Genta Kojima
- Ikue Ōtani – Mitsuhiko Tsuburaya
- Ken’ichi Ogata – dr Hiroshi Agasa
- Naoko Matsui – Sonoko Suzuki
- Chafūrin – inspektor Jūzō Megure
- Kaneto Shiozawa – inspektor Ninzaburō Shiratori
- Wataru Takagi – Wataru Takagi
- Atsuko Yuya – Miwako Satō
- Isshin Chiba – Kazunobu Chiba
- Kōsuke Meguro – Genya Domoto
- Hōko Kuwashima – Reiko Akiba
- Mami Kingetsu – Shion Yamane
- Yuko Mizutani – Lala Chigusa
- Francis Pol – Hans Müller
- Hōko Kuwashima – Reiko Akiniwa
- Kousuke Meguro – Genya Doumoto
- Mami Kingetsu – Shine Yamane
- Nobuo Tanaka – Ikki Doumoto
- Ryōta Yamasato – chłopak
- Tōru Furusawa – pilot
- Yukari Nishio – spiker TV
- Yuko Mizutani – Lara Chigusa